# Zoi sai hung mui gei
Zoi sai hung mui gei is een Kantonese opera. Het werd bedacht door Tang Ti-sheng en voor het eerst gespeeld door het Kantonese operagezelschap Sin Fung Ming (仙鳳鳴粵劇團). De heer Tang haalde zijn inspiratie uit het operastuk Hongmeiji (紅梅記) die in de Ming-dynastie door Zhou Chaojun werd geschreven. Tijdens het bekijken van deze opera stierf de heer Tang aan een beroerte.

## Personages in het stuk
- dhr. Pui jyu/裴禹
- mw. Lei wai noeng/李慧娘
- mw. Lou ziu jung/盧昭容
- Ng gong sin/吳絳仙
- dhr. Gaa ci dou/賈似道
- dhr. Lou tung/盧桐
- Gaa jing zung/賈瑩中

## Verhaal
Het verhaal speelt zich af in de Zuidelijke Song-dynastie. De concubine van Gaa ci dou, Lei wai noeng, gaat op een dag naar de Westkust en ziet daar Pui jyu waarop ze verliefd wordt. De heer Gaa komt hierachter en wordt hierop heel boos en pakt een stok om zijn concubine dood te meppen. Pui jyu weet niet dat mw. Lei dood is en denkt dat Lou ziu jung mw. Lei is. Lou ziu jung wordt ook verliefd op dhr. Pui. Omdat Gaa ci dou met mw. Lou wil trouwen en mw. Lou dat niet wil, doet zij zich voor als een gestoorde om het huwelijk te voorkomen. In een avond ziet Pui jyu de geest van de overleden mw. Lei die vertelt dat het huis van de familie Gaa vol geesten zit. Gaa ci dou wordt door de Chinese keizer verdacht van landverraad en wordt opgepakt. Vervolgens trouwen Pui jyu en Lou ziu jung met elkaar.

## Acht scènes van de opera
1. Bezichtigen van de treurwilg en teruggeven van het Chinese snaarinstrument/觀柳還琴
2. Jade gaat kapot en de geur verdwijnt/玉殞香消
3. Breken van de pruimenboomtak en de slimme tegemoetkoming/折梅巧遇
4. Drukke stad vol gekte/鬧府裝瘋
5. Ziel van de jaden armband gaat terug/環佩魂歸
6. Verliezen en redden van de japon/脫阱救裴
7. De geest van het altaar discussieert/登壇鬼辯
8. De geest verlaat het bananenbos/蕉林鬼別